# Distretto di Nam Bak
Il distretto di Nam Bak è uno degli undici distretti (mueang) della provincia di Luang Prabang, nel Laos.